# Deborah Berebichez

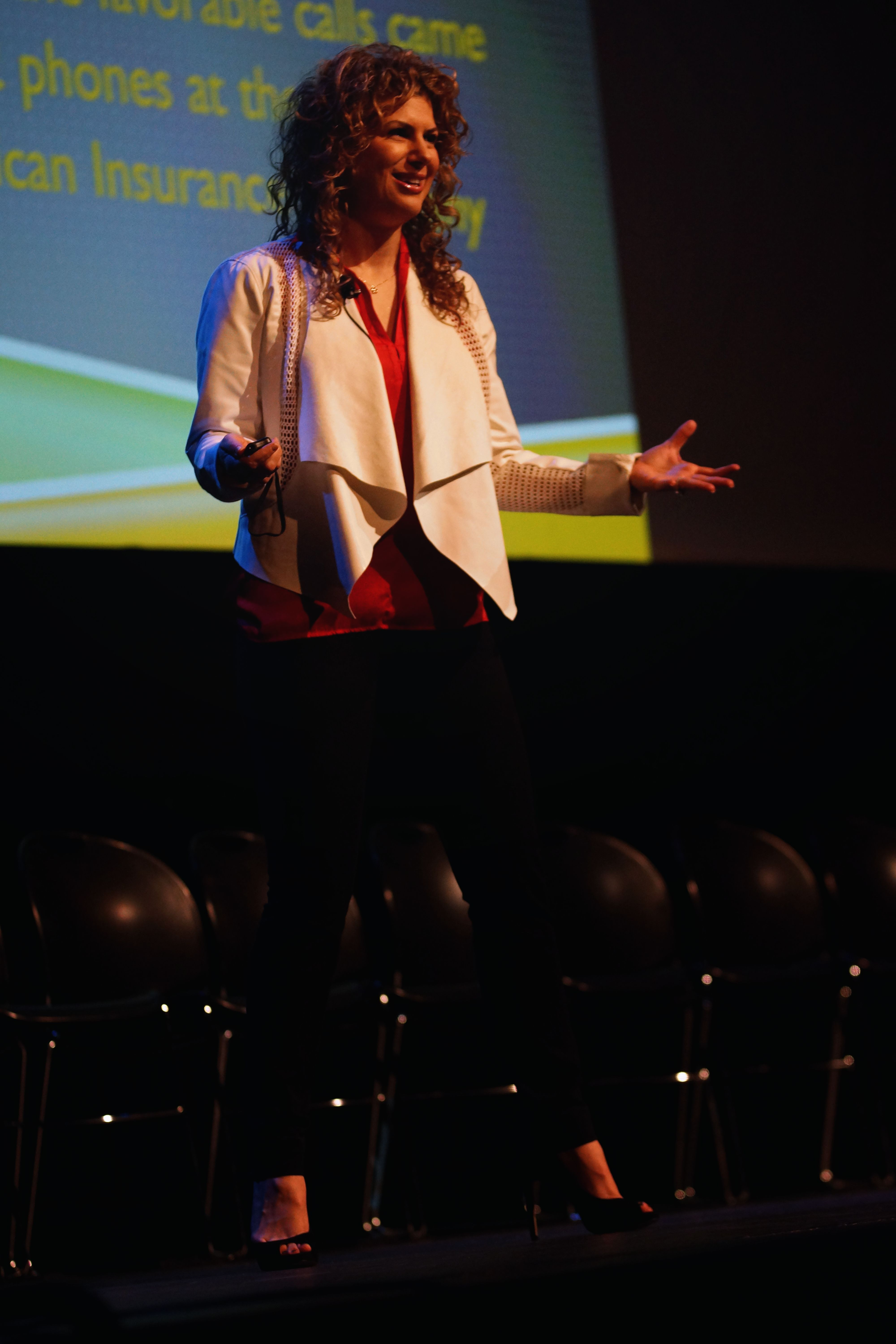

Deborah Berebichez (Ciudad de México) es una doctora en física graduada en Stanford University y divulgadora de ciencia.
En su tesis bajo la dirección de George C. Papanicolaou y el físico (1998) Robert B. Laughlin, Berebichez desarrolló un nuevo método para focalizar la onda electromagnética con extrema exactitud en tiempo y espacio. La aplicación de este método es útil para una transmisión segura de datos de un punto a otro de manera práctica.